# شاه‌خوشین
مبارکشاه ملقب به شاه‌خوشین،  یکی از رهبران نخستین یارسان است که در سده چهارم هجری می‌زیسته است. وی در میان یارسان نخستین کسی‌ است که تجلی دورهٔ کامل حقیقت به شمار می‌آید.

## زندگی
مبارکشاه، ملقب به شاه‌خوشین، فرزند مامه جلاله و نوهٔ میرزا آمانا بود. در سرانجام کتاب مقدس یارسان آمده‌است که وی از مادری باکره به‌دنیا آمده‌است. در سرانجام همچنین اشاره شده که شاه‌خوشین برای کسب علم به همدان هجرت کرد و بعدها به زادگاه خویش بازگشت و در ۳۲ سالگی اظهار مظهریت خدا در خودش کرد. او در این خصوص چنین سرود:
| از ابر بهاران بر آرم دمه را |  | از گرگ درنده بستان بره را |
| دبدبه جهان به نیم جو نخرم   |  | صراف جهان می‌شناسم همه را  |

در سرانجام، باباطاهر یکی از یاران شاه‌خوشین ذکر شده‌است؛ ولی نکته‌ای که بسیار آشکار است تأثیر شاه‌خوشین بر عرفان باباطاهر می‌باشد.
اشعاری از شاه‌خوشین به زبان گورانی  به جای مانده‌است، که به کلام «دورهٔ شاه‌خوشین» مشهور است. پیش از شاه‌خوشین، کسانی همچون بهلول ماهی و بابا سرهنگ ظهور کردند؛ اما شاه‌خوشین دورهٔ کامل ظهور ذاتی قبل از سلطان سهاک به شمار می‌رود. شاه‌خوشین را می‌توان از پیشگامان شعر و ادب ایرانی پس از حملهٔ اعراب دانست.

## دیدار باباباطاهر
بر اساس نسخه دوره شاه خوشین و همچنین نسخه‌های دیگر نزد یارسان، شاه خوشین با یاران خود (که قلندروار زندگی می‌کردند) بر باباطاهر مهمان می‌شود. به گفته مراد اورنگ شاه خوشین لرستانی فروغ ایزدی را در باباطاهر می‌بیند و به همین خاطر او را در جرگۀ یاران ویژه خود درمی‌آورد.
در ابتدای نسخهٔ دوره شاه‌خوشین مقدمه‌ای دیده می‌شود که به نظر می‌رسد در قرن‌های بعدی، به احتمال قرون دوازدهم و سیزدهم هجری، نوشته شده باشد؛ در این مقدمه شرح ماجرای مهمان شدن شاه‌خوشین بر بابا چنین آمده‌است:
| شاه چنی میردان شاه خوشین پَسَن  |  | چه الوند کوه دا شی و آرومن    |
| خلق همدان آمان و پیشواز       |  | سر و مال کِردن گِشت و پای انداز |
| شاه واتش و خلق خاران ظاهر     |  | وعدهی مهمانیم و یانه طاهر     |
| شاه خوشین خوشنام قدم رنجه کِرد |  | تشریف و یانه باباطاهر بِرد     |
| طاهر چه هیبت شاه آما وَ در     |  | چو سر یانه قاپیش کَت وَ سر      |
| شاه پرسا طاهر اینه چیشن چیش   |  | فرق پیشانیت پی چی بین ریش     |
| طاهر و آواز واتش وی وینه      |  | آو کَس هواخوات فرق او هوینه    |

## نمونهٔ اشعار
اشعار وی به‌مانند فهلویات بر وزن هجایی و غالباً ۱۰ هجایی‌است.
| پری شام کردن، پری شام کردن |  | ای رمه زنی پری شام کردن     |
| خواجام دیارن اسپشان زردن   |  | خواجام خوشینا شفای گرد دردن |

- معنی: برای قرب به شاه‌خوشین است که چوپانی می‌کنم. سرورم پیدا و آشکار است و با آن اسب زردرنگش مشخص است. سرورم شاه‌خوشین است که شفای همهٔ دردهاست.